# Vitbukig cinklod
Vitbukig cinklod (Cinclodes palliatus) är en akut utrotningshotad fågel i familjen ugnfåglar. Den är endemisk för Peru.

## Utseende och läten
Vitbukig cinklod är en mycket stor (24 cm), vit och roströd ugnfågel. Huvudet är ljust brungrått, med svart tygel och mörka örontäckare. Vingarna är svartaktiga med breda, vita vingband. Även stjärten är svartaktig, med vita spetsar på de yttre stjärtpennorna. Både näbb och ben är sotfärgade. Undersidan är vit. Bland lätena hörs en lång, tjattrande drill och ett högljutt "chec".

## Utbredning och status
Fågeln förekommer i Anderna i centrala Peru (Junín, Lima och Huancavelica). Arten tros ha ett mycket litet bestånd uppskattat till under 250 vuxna individer. Även om data saknas antas arten minska i antal till följd av förstörelse av våtmarker som den är beroende av. Internationella naturvårdsunionen IUCN kategoriserar arten som akut hotad.

## Namn
Gruppnamnet cinklod är en försvenskning av släktesnamnet Cinclodes, som i sin tur betyder "liknande Cinclus". Cinclus, en latinisering av grekiska kinklos (κιγκλος), var i antikens Grekland namnet på en oidentifierad fågel som levde nära vatten och är nu släktesnamnet för strömstarar. Typarten för släktet Cinclodes, mörkbukig cinklod, beskrevs ursprungligen i ärlesläktet Motacilla, men gavs ett nytt släktesnamn just för att den ansågs vara en ekologisk motsvarighet till strömstarar.